# 亞當·里彭
亞當·里彭（英語：Adam Rippon；1989年11月11日—）是一位美國花樣滑冰運動員。他是2010年四大洲花樣滑冰錦標賽的冠軍得主。在2012年和2015年他獲得了美國花樣滑冰冠軍的榮譽。他出生在賓西法尼亞州，是六人兄弟中的老大。他于2015年公开自己的同性恋性取向。2018年获得平昌冬奥会参赛资格，成为美国第一位公开出柜的同性恋冬奥会运动员。